# Smal streepzaad
Smal streepzaad (Crepis tectorum) is een eenjarige plant uit de composietenfamilie (Asteraceae). De soort staat op de Nederlandse Rode lijst van planten als zeldzaam en stabiel of toegenomen. De plant komt van nature voor in Europa en Noord-Azië en is van daaruit verspreid naar Australië en Noord-Amerika.  Het aantal chromosomen 2n = 8.
De plant wordt 7 - 60 cm hoog en heeft een lange penwortel. De grijsgroene stengel is naar boven toe behaard en bevat wit melksap. De onderste bladeren zijn getand tot veerspletig of soms liervormig, 10 - 15 cm lang en 1 - 4 cm breed. De lijnvormige, bochtig getande tot gaafrandige, meestal kale stengelbladeren hebben een naar beneden gerolde rand en zijn zittend.
Smal streepzaad bloeit van mei tot in september met lichtgele, 1 – 2 cm grote bloemen in 7 - 9 mm hoge en 1 - 2 cm brede, min of meer bekervormige hoofdjes. De lintbloemen zijn ook aan de onderkant lichtgeel. De hoofdjes zitten in een losse pluim. De stijl is bruinachtig groen. Het lijnvormig-langwerpige, grijsviltige omwindsel is vaak licht bezet met klierharen en de buitenste omwindselbladen zijn min of meer afstaand. De binnenste omwindselbladen hebben aan de binnenkant zijdeachtige haren.
De vrucht is een 3 mm lang en 0,4 - 0,5 mm breed nootje. Het is fijnstekelig, heeft 10 ribben en 4 - 5 mm lang, wit vruchtpluis. De nootjes verkleuren van geel, via oranje naar donkerbruin.
Smal streepzaad komt voor op akkerland, dijken, ruderale plaatsen, muren, in bermen en grasland en langs spoorwegen.

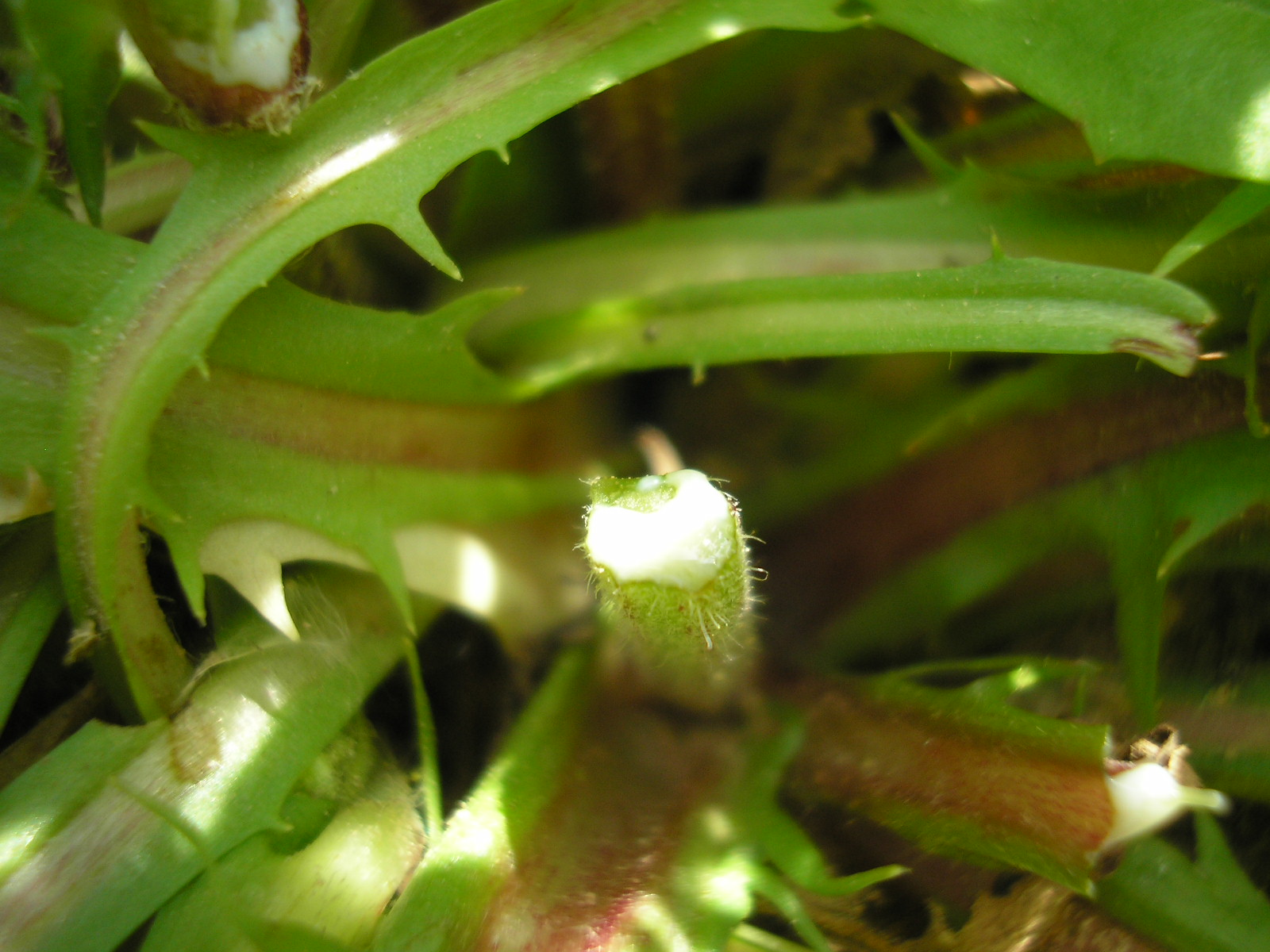
Melksap uit stengel
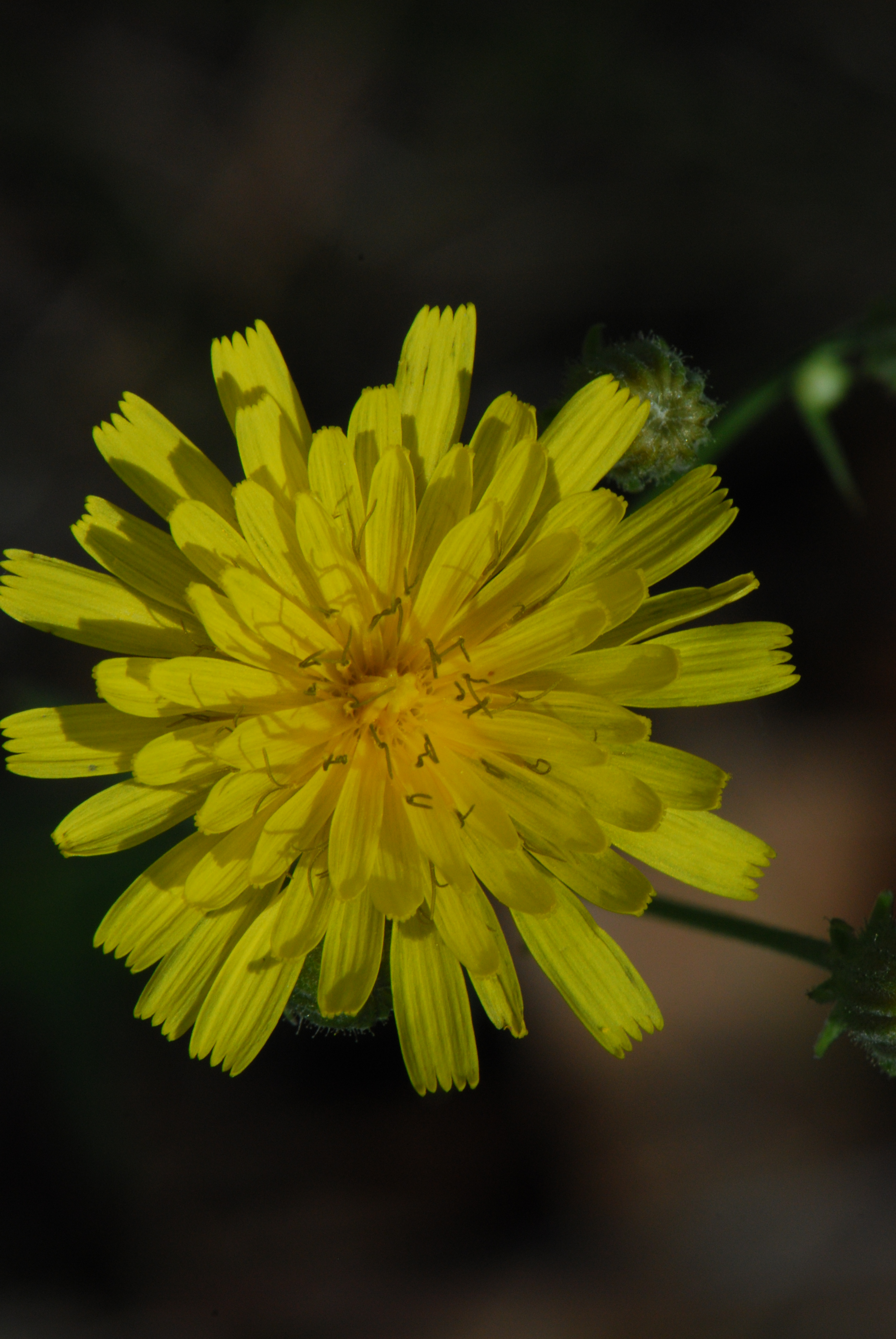
Bloem
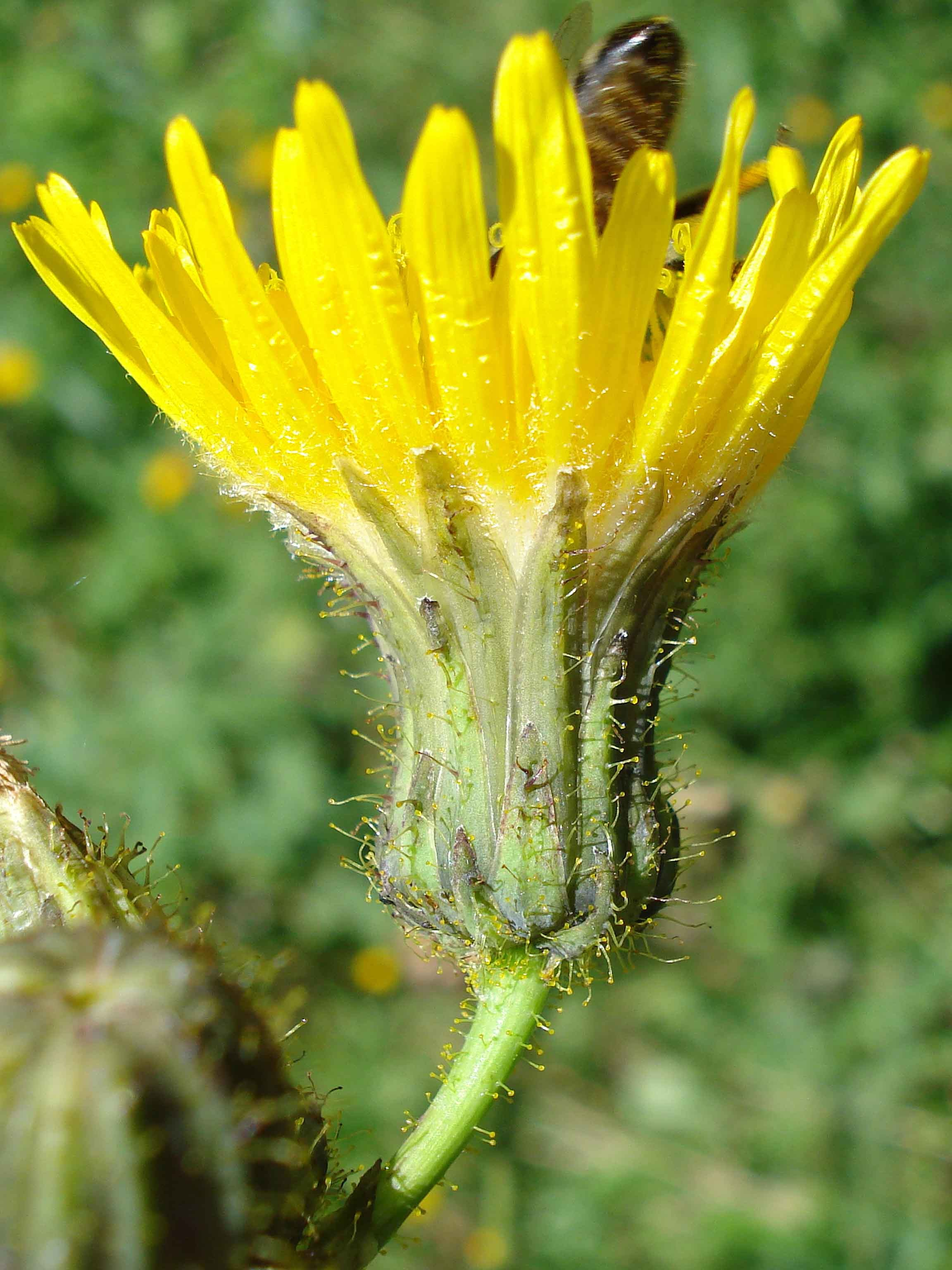
Bloem
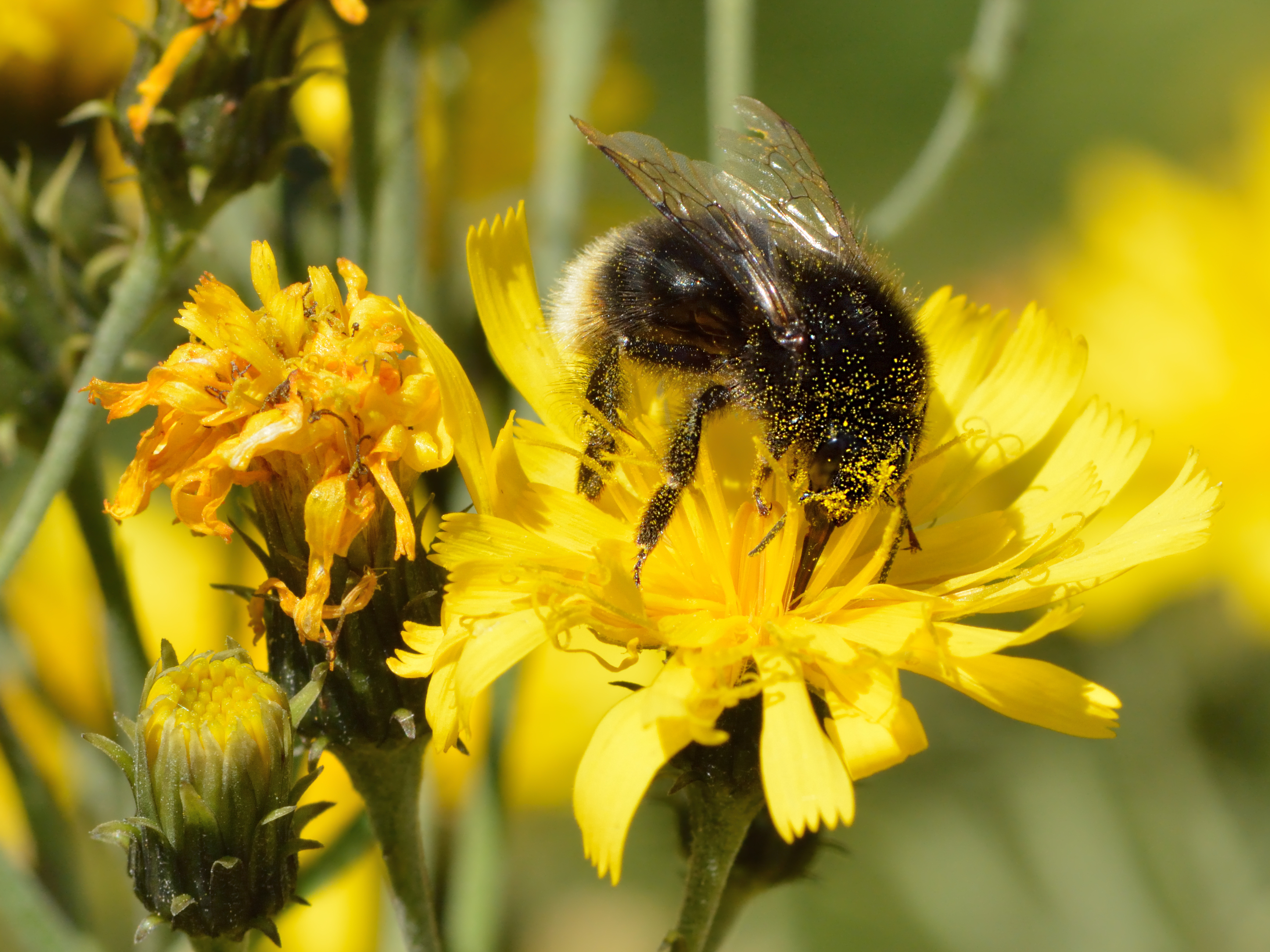
Late hommel
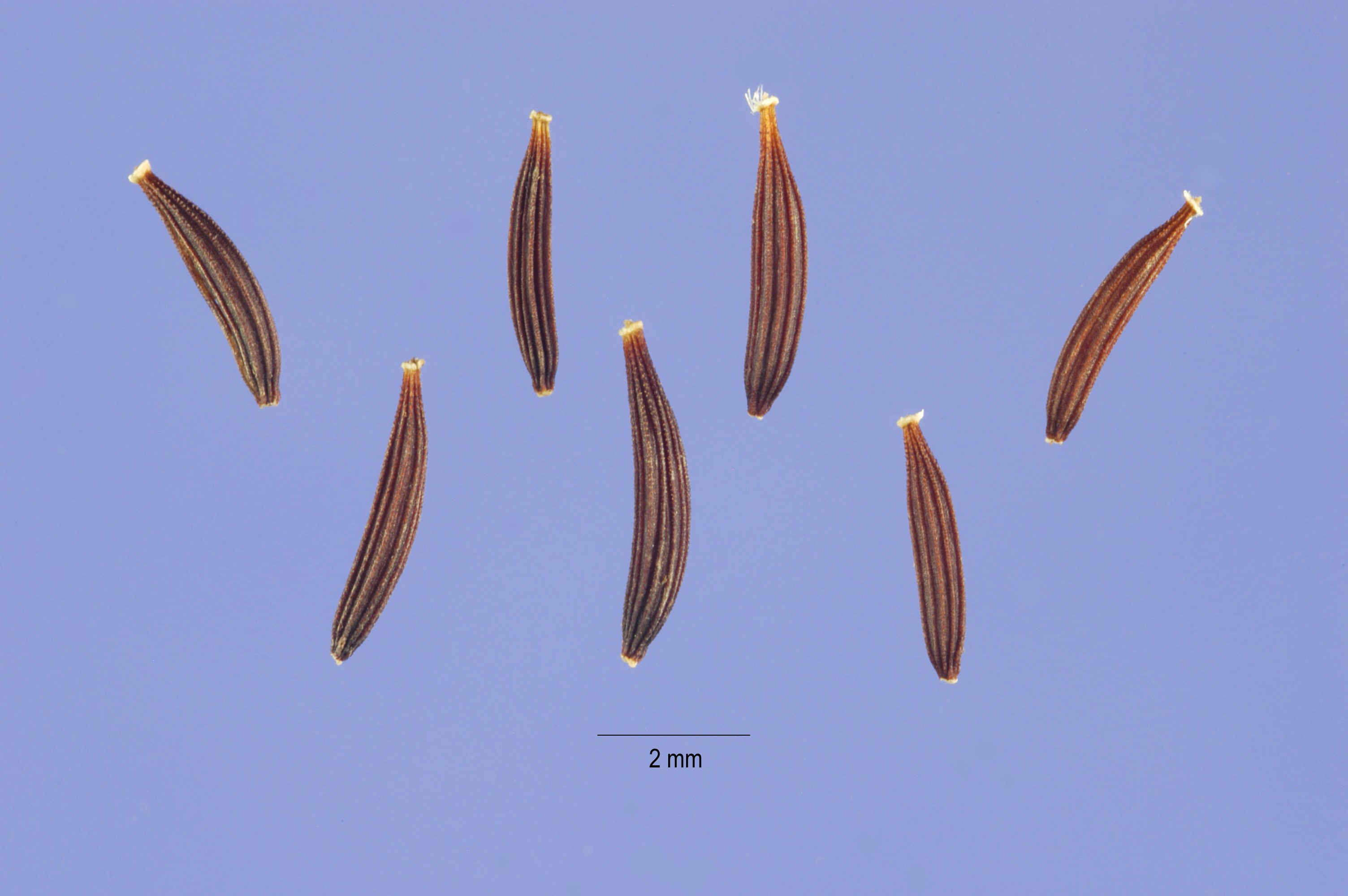
Nootjes
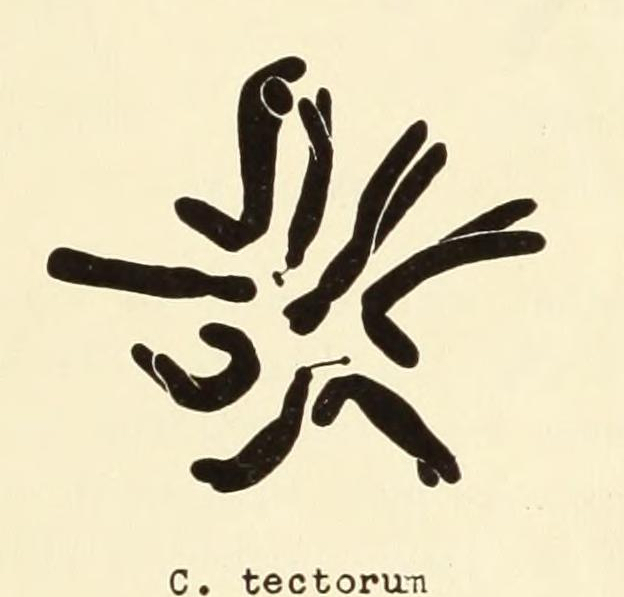
Chromosomen